# Туз в рукаве
«Туз в рукаве» (англ. Ace in the Hole) или «Большой балаган» (англ. The Big Carnival) — фильм-нуар 1951 года, высвечивающий беспринципность современной прессы. Первый фильм Билли Уайлдера, где он выступил сценаристом, режиссёром и продюсером. Лента не имела успеха в прокате, но со временем вошла в «золотой фонд» Голливуда.

## Сюжет
Чак Тейтум (Кирк Дуглас) — амбициозный журналист, потерявший работу в Нью-Йорке. Путешествуя на запад, он сменяет одиннадцать редакций, из которых его выгоняют за пьянство, оскорбления и беспорядочные отношения с женщинами. Добравшись до Альбукерке, Тейтум устраивается в местную газету.
Проходит скучный год в глуши. Циник Тейтум выезжает на задание — освещать охоту на гремучих змей. По дороге он оказывается неподалёку от пещеры, где произошёл несчастный случай: мелкий предприниматель Лео Миноса, разыскивавший археологические памятники, угодил в завал.
Почуяв золотую жилу, Тейтум с помощью шерифа убеждает спасателей действовать так, чтобы они продвигались к жертве как можно медленнее, надеясь таким образом продлить своё пребывание на первых полосах газет. Место трагедии привлекает всё больше людей, постепенно превращаясь в балаган.

## В ролях
| Актёр           | Роль                            |
| --------------- | ------------------------------- |
| Кирк Дуглас     | Чак Тейтум                      |
| Джен Стерлинг   | Лоррейн Миноса                  |
| Роберт Артур    | Херби Кук                       |
| Портер Холл     | Джейкоб Бут                     |
| Фрэнк Кейди     | мистер Федербер                 |
| Ричард Бенедикт | Лео Миноса                      |
| Рэй Тил         | шериф Крецер                    |
| Гарри Харви     | доктор Хилтон                   |
| Лестер Дорр     | отец Диего (в титрах не указан) |

## Награды и номинации
- 1951 — международная премия (Билли Уайлдер) и приз за лучшую музыку (Хьюго Фридхофер) на Венецианском кинофестивале.
- 1951 — премия Национального совета кинокритиков США за лучшую женскую роль (Джен Стерлинг).
- 1952 — номинация на премию «Оскар» за лучший сценарий (Билли Уайлдер, Уолтер Ньюман, Лессер Сэмюэлс).
- 2009 — номинация на премию «Спутник» за лучшее издание классики на DVD.
- 2017 — лента включена в Национальный реестр фильмов.